# 光束発散度
光束発散度（こうそくはっさんど、英: luminous exitance）とは、広がりを持った光源の表面上の点から放出される光の明るさを表す物理量である。国際単位系（SI）における単位はルクス（記号: lx）またはルーメン毎平方メートル（記号: lm m−2）が用いられる。
人間の感じる量を表す心理物理量の1つであり、照度と同じ次元を持つが、照度は光を照らされる側の指標であり、光束発散度は光源側の指標である。

## 定義

広がりを持つ光源の微小な表面積 dS から射出される光束が Φsrc であるときの光束発散度は
{\displaystyle M={\frac {d\varPhi _{\text{src}}}{dS}}}
で定義される。
光束と同様に、対応する放射量である放射発散度の波長ごとの重み付けにより表すことができる。
すなわち、波長 λ における分光放射発散度を Me,λ とすれば、分光視感効果度 K、最大視感効果度 Km と比視感度 V により
{\displaystyle M=\int _{0}^{\infty }K(\lambda )\,M_{{\text{e}},\lambda }\,d\lambda =K_{\text{m}}\int _{0}^{\infty }V(\lambda )\,M_{{\text{e}},\lambda }\,d\lambda }
で表される。

## 他の測光量との関係
光源面が照らされた光を反射する反射面である場合、照度を E、反射率を ρ として
{\displaystyle M=\rho E}
で与えられる。また、光源面が背面から照らされた光を透過する透過面である場合、透過率を τ として
{\displaystyle M=\tau E}
で与えられる。

## 特徴
広がりを持った光源における概念であるため、通常は点光源とみなせるもの（遠方の星など）では考慮しない。光束発散度は光源表面上の点ごとの明るさであり、光束は表面全体からの光の明るさである。例えば、直径3cm、発光部の長さ50cmの蛍光灯において、25cm だけ黒い布で覆ってしまうと、全体としては当然暗くなって光束は半分になる。しかし、蛍光灯のそれぞれの部分ごとの明るさは布で覆われていない部分では変わらないため、そこでの光束発散度は変化しない。また、全体で同じ光束を放射する星でも大きい星であれば光束発散度は小さく、小さい星であれば光束発散度は大きくなる。